# Alcolecha

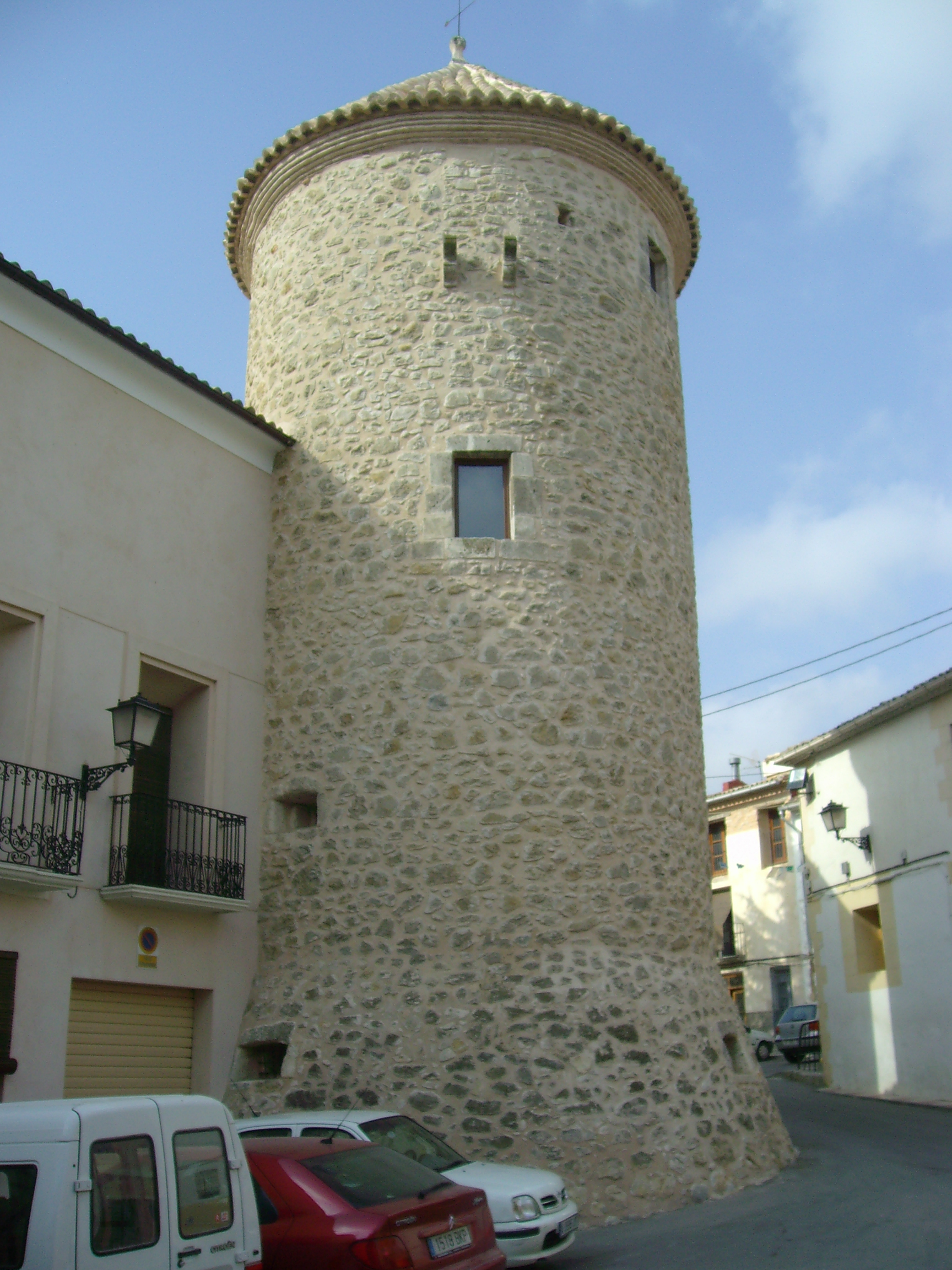
Torre del marqués de Malferit

Alcolecha (en valenciano y oficialmente, Alcoleja) es un municipio de la Comunidad Valenciana, España. Situado en el norte de la provincia de Alicante, en la comarca del Condado de Cocentaina. Cuenta con 177 habitantes (INE 2020). Tiene una extensión de 14,6 km² y una altitud de 739 m.

## Geografía
Está situado entre la vertiente noroeste de la sierra de Aitana, en el límite de las comarcas de El Condado y la Marina Baja, que se unen en el puerto de Tudons (1027 m). Sus límites son: al norte, Benasau; al este, Confrides; al oeste, Penáguila; y al sur, Sella.
Pueblo típicamente de montaña por su vecindad con la Sierra Aitana, la más elevada de toda la provincia. De hecho muchas excursiones que recorren la zona parten de esta localidad. Su término municipal es agreste, y se suele practicar la caza y la recolección de setas en invierno.

## Historia
Alcolecha estuvo poblada por moriscos hasta que estos fueron expulsados en 1609 por Felipe III. Su parroquia estuvo adscrita a la de Penáguila hasta el año 1535, cuando con otras parroquias se segregó para formar conjuntamente la parroquia de Ares. En el año 1574 se constituyó en municipio independiente, perteneciendo a los marqueses de Malferit.
Hasta 1857 el municipio recibió la denominación oficial de Alcolecha y Beniafer.

## Demografía
Alcolecha cuenta con una población de 186 habitantes (INE 2024).
| Gráfica de evolución demográfica de Alcolecha entre 1842 y 2021                                                     |
| |
| Población de derecho según los censos de población del INE Población de hecho según los censos de población del INE |

## Economía
Hoy en día su principal actividad productiva es la agrícola con la elaboración de aceite, la recolección de almendras y el cultivo de frutales.

## Administración y política
| Elecciones municipales del 24 de mayo de 2015 | Elecciones municipales del 24 de mayo de 2015 | Elecciones municipales del 24 de mayo de 2015 | Elecciones municipales del 24 de mayo de 2015 | Elecciones municipales del 24 de mayo de 2015 | Elecciones municipales del 24 de mayo de 2015 | Elecciones municipales del 24 de mayo de 2015 |
| Partido                                       | Candidato                                     | Votos                                         | Votos                                         | Concejales                                    | Concejales                                    |                                               |
| --------------------------------------------- | --------------------------------------------- | --------------------------------------------- | --------------------------------------------- | --------------------------------------------- | --------------------------------------------- | --------------------------------------------- |
| Partido Socialista del País Valenciano-PSOE   | Francisco Miguel Fenollar Iváñez              | 86                                            | 55,48 %                                       | 4                                             | 0                                             |                                               |
| Partido Popular                               | José Luis Almarcha Baldo                      | 53                                            | 34,19 %                                       | 1                                             | 0                                             |                                               |
| Fuente: Ministerio del Interior (España).     |                                               |                                               |                                               |                                               |                                               |                                               |

| Periodo   | Nombre                           | Partido   |
| --------- | -------------------------------- | --------- |
| 1979-1983 | José Ramón García Escolano       | UCD       |
| 1983-1987 | José Oltra Ivorra                | AP        |
| 1987-1991 | José Oltra Ivorra                | AP / PP   |
| 1991-1995 | Trinidad Teresa Ivorra Domínguez | PP        |
| 1995-1999 | Trinidad Teresa Ivorra Domínguez | PP        |
| 1999-2003 | Rafael Venancio Ripoll Catalá    | PP        |
| 2003-2007 | Francisco Rogelio Gadea Lloret   | PSPV-PSOE |
| 2007-2011 | Francisco Miguel Fenollar Iváñez | PSPV-PSOE |
| 2011-2015 | Francisco Miguel Fenollar Iváñez | PSPV-PSOE |
| 2015-2019 | Francisco Miguel Fenollar Iváñez | PSPV-PSOE |
| 2019-2023 | Francisco Miguel Fenollar Iváñez | PSPV-PSOE |

## Turismo
Dentro del pueblo hay un núcleo medieval, formado por los restos del palacio del marqués de Malferit.
Además, al estar situado en la falda de la Aitana, pico más alto de la provincia alicantina, disfruta de unas bellas vistas.

## Fiestas
Las fiestas patronales se llevan a cabo en agosto. Se celebran en honor a san Vicente de Ferrer y a la Virgen de los Desamparados. En las fiestas se realizan diversas actividades religiosas, como la procesión de San Vicente de Ferrer, la de la Virgen de los Desamparados o el canto coral en la misa de la Virgen, aunque el acto religioso más destacado y representativo es el "Canto de la Aurora" seguido de una "chocolatada" para los asistentes celebrado en el amanecer del sábado. También se realizan actividades lúdicas como la fiesta de los disfraces, verbenas y una gran paellada en la plaza del pueblo.
El segundo fin de semana de mayo se realiza la romería de la Virgen de los Desamparados a la capilla de Beniafé, pedanía Alcoleja, el traslado de la Virgen es realizado por mujeres del pueblo.